# Terra del Rei Cristià X
La Terra del Rei Cristià X (en danès Kong Christian X Land) és una zona del nord-est de Groenlàndia.

## Història
Aquesta zona va rebre el nom del rei Cristià X de Dinamarca i Islàndia (1870-1947), que va pujar al tron el 1912, durant l'expedició danesa a Groenlàndia oriental de 1931 a 1934. En nom va ser utilitzat per primera vegada en un mapa de l'Institut Geodèsic Danès de 1932. Per aquell temps la zona estava ocupada per Noruega amb el nom de Terra d'Eric el Roig, però Dinamarca dugué l'assumpte al Tribunal Internacional de Justícia, que resolgué que l'ocupació era il·legal. Noruega ho acceptà i se'n retirà el 5 d'abril de 1933.
Myggbukta va ser una ràdio i estació meteorològica noruega que va operar a la costa de manera intermitent durant el segle xx.

## Geografia
La Terra del Rei Cristià X s'estén per sobre del cercle polar àrtic entre l'estret de Scoresby a 70°N i el fiord de Bessel a 76°N. Limita amb la Terra del Rei Cristià IX al sud, la terra del Rei Frederic VIII al nord i la capa de gel de Groenlàndia a l'oest. Tot el seu territori està inclòs al Parc Nacional del Nord-est de Groenlàndia.
La zona està deshabitada, excepte l'estació de Daneborg, l'estació Zackenberg i la base militar de Mestersvig.